# (4503) Cleóbulo
(4503) Cleóbulo es un asteroide perteneciente a los asteroides Amor descubierto por Carolyn Jean S. Shoemaker desde el observatorio del Monte Palomar, Estados Unidos, el 28 de noviembre de 1989.

## Designación y nombre
Cleóbulo se designó inicialmente como 1989 WM.
Más tarde, en 1990, fue nombrado en honor del poeta griego Cleóbulo de Lindos, uno de los Siete Sabios.

## Características orbitales
Cleóbulo orbita a una distancia media del Sol de 2,708 ua, pudiendo alejarse hasta 4,124 ua y acercarse hasta 1,291 ua. Su inclinación orbital es 2,513 grados y la excentricidad 0,5231. Emplea en completar una órbita alrededor del Sol 1627 días.
Cleóbulo es un asteroide cercano a la Tierra.

## Características físicas
La magnitud absoluta de Cleóbulo es 15,6 y el periodo de rotación de 3,13 horas. Está asignado al tipo espectral Sq de la clasificación SMASSII.